# Zombies of the Stratosphere
Zombies of the Stratosphere (bra Zumbis da Estratosfera) é um seriado estadunidense de 1952, gênero ficção científica e aventura, dirigido por Fred C. Brannon, em 12 capítulos, estrelado por Judd Holdren, Aline Towne e Wilson Wood. Foi produzido e distribuído pela Republic Pictures, e veiculou nos cinemas estadunidenses a partir de 16 de julho de 1952.
Foi o 60º entre os 66 seriados produzidos pela Republic Pictures. Um seriado anterior da Republic, King of the Rocket Men, de 1949, introduzira o personagem Rocket Man, que usava um propulsor a jato com capacidade para voar. Posteriormente, personagens com características semelhantes reapareceriam em outros seriados, sob outros nomes, como é o caso de Commando Cody, que surge no seriado Radar Men from the Moon, também lançado pela Republic em 1952, que igualmente usa um propulsor a jato. Em Zombies of the Stratosphere o nome do herói foi mudado de Commando Cody para Larry Martin, mas apresenta os mesmos recursos, o traje com alta tecnologia e as instalações de laboratório que Commando Cody tem em Radar Men from the Moon. No seriado posterior, Commando Cody: Sky Marshal of the Universe, de 1953, o personagem Commando Cody, também interpretado por Judd Holdren. Commando Cody: Sky Marshal of the Universe foi um seriado originalmente concebido como uma série de televisão da Republic, mas lançado (por motivos contratuais) como um seriado cinematográfico, e dois anos mais tarde, em 1955, finalmente foi lançado na TV com doze episódios de 25 minutos.
Este seriado é lembrado pelo aparecimento, numa de suas primeiras atuações, do jovem Leonard Nimoy, que interpreta um dos três marcianos invasores, Narab.
Foi um dos 14 seriados da Republic a serem transformados em filme, em uma versão editada com 70 minutos, lançada em 1958 e reintitulada Satan's Satellites (no Brasil, "Satélites do Inferno"). Zombies of the Stratosphere foi um dos dois seriados da Republic a serem colorizados para a televisão nos anos 1990.

## Sinopse
O planeta Marte é muito longe do Sol e sua ecologia está morrendo. Os invasores marcianos querem trocar a órbita da Terra e de Marte, portanto Marte ficaria mais próxima do sol e a Terra ficaria em seu lugar. Planejam fazer isso com uma bomba de hidrogênio de Teller-Ulam para impulsionar a Terra para longe do Sol.
Como no seriado anterior, Radar Men from the Moon, também de 1952, mais tempo é gasto em lutas entre os heróis e uma gangue de bandidos contratados por Narab e seu colega extraterrestre Marex para roubar o estoque de suprimentos necessários para a construção da bomba nuclear.

## Elenco
- Judd Holdren … Larry Martin
- Aline Towne … Sue Davis
- Wilson Wood … Bob Wilson
- Lane Bradford … Marex
- Stanley Waxman as Dr Harding
- John Crawford … Roth
- Craig Kelly … Mr Steele
- Ray Boyle … Shane
- Leonard Nimoy … Narab

## Produção

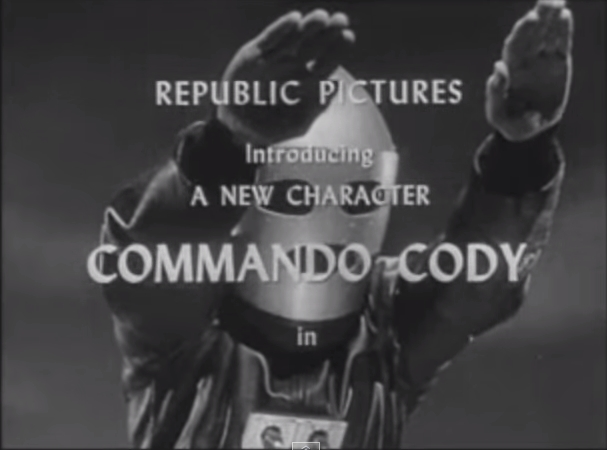
Commando Cody em cena de Radar Men from the Moon

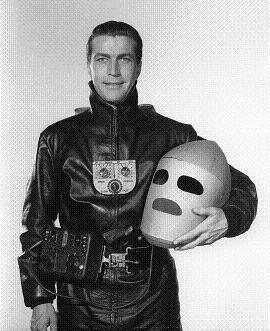
Judd Holdren como Larry Martin.

Assim que as filmagens do seriado começaram, o nome do herói foi mudado de Commando Cody para Larry Martin, interpretado por Judd Holdren, que já havia interpretado o herói da TV Capitão Vídeo, no seriado cinematográfico Captain Video: Master of the Stratosphere (1951) da Columbia Pictures. Tanto o herói, porém, quanto os artefatos da história são semelhantes,  inclusive as instalações do laboratório de Commando Cody no seriado anterior, Radar Men from the Moon, continuam as mesmas.
Um complemento para a roupa de Rocket Man, que foi visto pela primeira vez neste seriado, é um enorme rádio do tamanho de uma lancheira que Larry Martin usa suspenso fortemente em seu cinto quando usa o traje de voo. Este mesmo rádio também é visto em algumas cenas de Commando Cody: Sky Marshal of the Universe. Como muitas das sequências de vôo são reutilização de cenas de arquivo de seriados anteririores, o rádio eventualmente desaparece quando Cody está em vôo. Martin também usa um revólver comum ao invés da arma de raios usada por Cody em algumas cenas.
Zombies of the Stratosphere foi orçado em $172,838, porém seu custo final foi $176,357, e foi o mais barato seriado da Republic em 1952. Foi filmado entre 14 de abril e 1 de maio de 1952, apenas 17 dias, o que o faz o seriado filmado em período mais curto entre todos os seriados da Republic, ao lado de King of the Carnival. Foi a produção nº 1933.
Zombies of the Stratosphere reutiliza o “Robot da Republic”, um tipo de robô que fora visto pela primeira vez no seriado Undersea Kingdom (1936) e depois em Mysterious Doctor Satan (1940), além de reutilizar cenas de arquivo de ação (como o assalto a banco pelo robô de Mysterious Doctor Satan), reutiliza cenas em preto e branco de um filme de Roy Rogers. Além desses, o seriado reutiliza largamente cenas de arquivo do seriado King of the Rocket Men, de 1949, do qual é considerado uma pseudo-sequência. Apesar de o seriado ter vilões marcianos, eles não se assemelham à versão mostrada no seriado anterior The Purple Monster Strikes.

### Dublês
- Dale Van Sickel … Larry Martin (dublando Judd Holdren)
- Tom Steele

### Efeitos especiais
Todos os efeitos especiais de Zombies of the Stratosphere foram produzidos pelos Lydecker brothers. Os efeitos de vôo, usando um boneco ao longo de uma corda, foram usados primeiramente nos seriados Darkest Africa (1936) e Adventures of Captain Marvel (1941).

## Lançamento

### Cinema
O lançamento oficial de Zombies of the Stratosphere é datado de 16 de julho de 1952, porém essa é a data da disponibilização do 6º capítulo. Como era costume da Republic, foi seguido pelo relançamento do seriado Dick Tracy vs. Crime, Inc., reintitulado de Dick Tracy vs. Phantom Empire,ao invés de um novo seriado. O próximo seriado original a ser lançado foi Jungle Drums of Africa, em 1953.
Foi um dos 14 seriados da Republic a serem transformados em filme, em uma versão editada com 70 minutos, lançada em 28 de março de 1958, sob o novo título Satan's Satellites.

### Televisão
Zombies of the Stratosphere foi um dos dois seriados da Republic a serem colorizados para a televisão nos anos 1990.

### Outros meios
O seriado foi relançado na versão em preto e branco original em 2 videodiscos pelo The Roan Group, em 1991; pela Republic Pictures Home Video em 1995 em VHS (93 minutos, colorizado; e em 2-DVD pela Cheezy Flicks Entertainment em 2009 (versão em preto e branco).

## Capítulos
1. The Zombie Vanguard (20min)
2. Battle of the Rockets (13min 20s)
3. Undersea Agents (13min 20s)
4. Contraband Cargo (13min 20s)
5. The Iron Executioner (13min 20s)
6. Murder Mine (13min 20s)
7. Death on the Waterfront (13min 20s)
8. Hostage for Murder (13min 20s)
9. The Human Torpedo (13min 20s)
10. Flying Gas Chamber (13min 20s)
11. Man vs. Monster (13min 20s)
12. Tomb of the Traitors (13min 20s)

Fonte: